# Луис Гиљермо Солис Ривера
Луис Гиљермо Солис Ривера (шп. Luis Guillermo Solís Rivera) костарикански је политичар. Обављао је функцију председника Костарике од 2014. до 2018. године. Члан је Странке грађанске акције (шп. Partido Acción Ciudadana; скраћено PAC). На председничким изборима 2014. у другом кругу победио је кандидата Партије националног ослобођења, градоначелника Сан Хосеа Џонија Арају Монхеа. Солисова дугогодишња академска и политичка каријера доживела је врхунац избором за председника Костарике, као први члан Странке грађанске акције.